# Сентер, Девитт Клинтон
Девитт Клинтон Сентер (англ. Dewitt Clinton Senter; 26 марта 1830 — 14 июня 1898) — американский политик, член палаты представителей Теннесси (1855–1861), активный противник сецессии штата; после Гражданской войны он был избран в сенат штата, стал спикером сената, а когда губернатор Браунлоу ушёл со своего поста, Сентер в 1869 году стал губернатором. Сентер знаменит в основном тем, что свернул многие радикальные инициативы Браунлоу и вернул право голосования бывшим конфедератам. Губернаторство Сентера стало концом власти радикальных республиканцев и концом эпохи реконструкции в Теннесси.

## Ранние годы
Сентер родился в 1834 году в округе Макминн в Восточном Теннесси. Он самостоятельно изучил право, а в 1859 году женился на своей дальней родственница Харриет Т. Сентер. Детей у них не было. Он был убеждённым юнионистом, хотя и владел рабами. Перед войной он три срока отслужил в легислатуре штата, всякий раз выступая против сецессии штата. После начала войны южане отправили его в тюрьму, после чего он бежал в Луисвилл в Кентукки, где остался до конца войны. В 1865 году он вернулся в Теннесси и был избран в сенат штата от округов Андерсон, Гренджер, Юнион, Клейборн и Кэмпбелл. Во время второго сенатского срока он был избран спикером сената Теннесси. Первоначально Сентер был сторонником губернатора Браунлоу и его партии, радикальных республиканцев. Он поддержал предложение губернатора лишить всех бывших конфедератов права голосования.